# Ейно Санделін
Ейно Санделін (фін. Eino Sandelin, 16 грудня 1864 — 15 жовтня 1937) — фінський яхтсмен.
Бронзовий призер Олімпійських Ігор 1912 року в класі 12 метрів.